# 邹侑根
邹侑根（1975年2月25日—），是中国退役足球运动员，邹侑根是第一位顶级职业联赛出场次数突破300场的球员。邹侑根曾保持着中国顶级职业联赛出场次数最多的记录，这个纪录在2012年4月28日才由肇俊哲打破。

## 职业生涯
1986年邹侑根进入成都市业余体校学习.在1989年参加四川省青年足球联赛引起四川青年队的注意，邹侑根终在1990年加入四川青年队。
邹侑根从职业联赛开始（1994年）就在四川全兴效力，直到2006年四川冠城俱乐部（原四川全兴队）解散才远走他乡转赴厦门蓝狮效力了两年，当时邹侑根的转会费是200万元人民币。在厦门队第一个赛季邹侑根创造个人历年进球数最多（10球）的赛季，帮助厦门队成功保级。
由于2007年厦门蓝狮在中超遭到降级，成都谢菲联则在中甲冲超成功。2008年，邹侑根如愿以偿地返回四川效力，他与成都谢菲联签下了合同。同年11月1日，中超第25轮成都谢菲联在主场与河南建业的比赛是邹侑根在中国顶级联赛的第300场比赛。
2010年初，成都谢菲联因涉假被处罚降入中甲联赛，邹侑根首次无缘顶级联赛並在季前热身赛中骨折，只需休战两三个月即可参加比赛，但网上一度有传邹侑根要退役。同年，中甲联赛结束后邹侑根和姚夏同时正式宣布退役。至此邹侑根的中国足球职业联赛的出场纪录定格在321场。
2014年，邹侑根成立了成都市五人制足球协会，以推广业余足球。
2023年，邹侑根成为成都大运会的火炬手之一。